# Niccolò Fontana Tartaglia
Niccolò Fontana Tartaglia, född 1499 eller 1500 i Brescia, död 13 december 1557 i Venedig, var en italiensk matematiker.

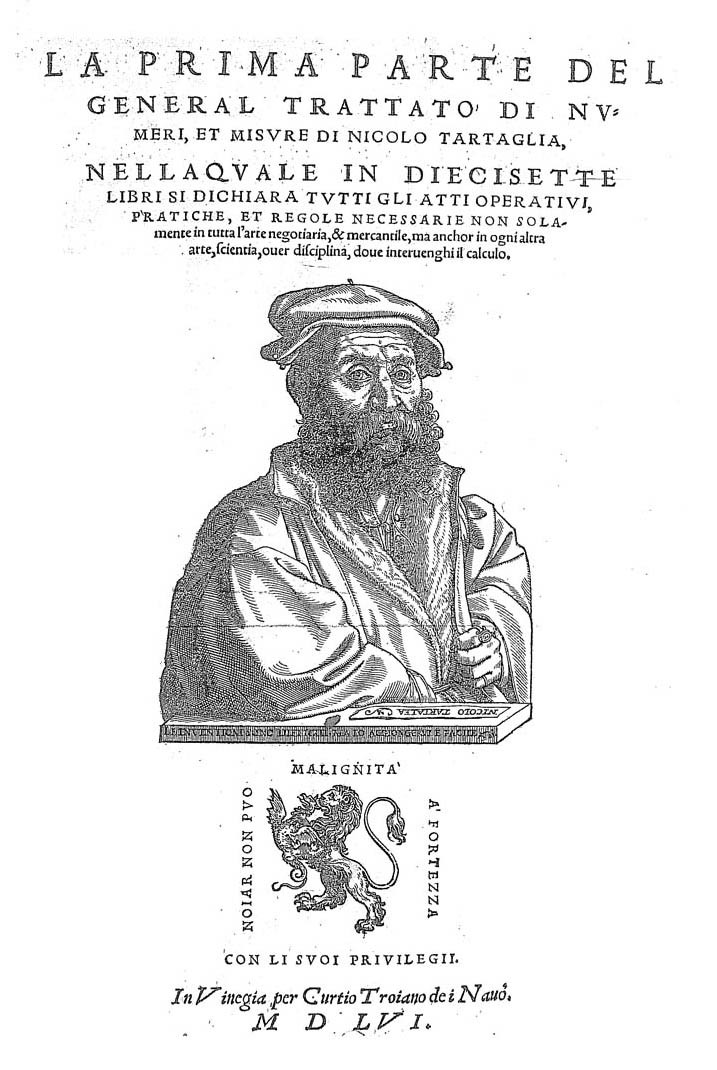
General trattato de' numeri et misure, 1556.

När Frankrike invaderade Venedig 1512 blev Tartaglia så svårt misshandlad att han fick en bestående funktionsnedsättning. Det motiverade hans tillnamn, tartaglia, "den stammande". 
Tartaglia var lärare i matematik i Verona och Piacenza, senare i Venedig. Han var mycket skicklig i att lösa algebraiska problem och visade en betydande uppfinningsförmåga på området mekanik. Han vann sin främsta ryktbarhet genom sin lösning av kubiska ekvationer, varvid han självständigt återfann och fullföljde Ferros upptäckt. Med anledning därav invecklades han i en häftig strid med Cardanus och dennes lärjunge Ferrari. Segrande ur striden gick Ferrari när de möttes i en ordduell i en kyrka i Milano 1548. 
Tartaglia utgav flera omfångsrika arbeten. Bland dessa kan nämnas Nova scientia (1537), Quesiti ed invenzioni diverse (1546) och General trattato di numeri et misure (1556–1560).

## Eftermäle
Asteroiden 8888 Tartaglia är uppkallad efter Niccolò Fontana Tartaglia.